# Regione ecclesiastica Emilia-Romagna
La regione ecclesiastica Emilia-Romagna è un ente ecclesiastico dotato di personalità giuridica eretto dalla Santa Sede ed è una delle sedici regioni ecclesiastiche in cui è suddiviso il territorio della Chiesa cattolica in Italia.

## Territorio
Il suo territorio corrisponde all'incirca al territorio della regione amministrativa Emilia-Romagna dello Stato italiano e al territorio della Repubblica di San Marino; non coincide esattamente con quello della regione amministrativa dato che, come noto, la delimitazione delle singole diocesi segue criteri propri, indipendenti dalla delimitazione civile. I confini ecclesiali si estendono al di fuori di quelli civili, fino a comprendere un certo numero di comuni situati nelle province di Pavia (Lombardia), Genova (Liguria), Firenze (Toscana), Pesaro e Urbino (zona del Montefeltro, nelle Marche) ed il territorio della Repubblica di San Marino.

## Storia
Il cristianesimo arrivò molto presto in questa regione, probabilmente già a partire dal II secolo, grazie ad un'importante città portuale come Ravenna, da sempre aperta verso l'oriente. Primo evangelizzatore sarebbe stato il vescovo Sant'Apollinare, oggi patrono della regione ecclesiastica. Oltre a lui, la regione annovera altri cinque martiri storicamente accertati: i santi Vitale e Agricola e Procolo di Bologna, Cassiano di Imola, Antonino di Piacenza. Un'altra figura di rilievo della cristianità antica è San Petronio, vescovo di Bologna dal 432 al 450.
La regione ecclesiastica Emilia-Romagna venne creata dalla Congregazione per i Vescovi con circolare del 24 agosto 1889 insieme alle altre sedici regioni ecclesiastiche italiane. Il 27 giugno 1908 venne poi divisa in due, l'Emilia e la Romagna (chiamata anche Flaminia); tale distinzione rimase fino all'8 dicembre 1976, quando un decreto stabilì che le due relative Conferenze fossero unificate in un'unica Conferenza episcopale.
Infine il 30 settembre 1986 vennero accorpate tra loro numerose diocesi minori appartenenti alla regione stessa, accorpamento che ha portato alla nascita delle sedi di Modena-Nonantola, Reggio Emilia-Guastalla, Faenza-Modigliana, Ferrara-Comacchio, Ravenna-Cervia, Cesena-Sarsina e Forlì-Bertinoro. La diocesi di Bobbio fu unita a quella di Genova, ma l'unione durò fino al 1989, quando il territorio dell'antica sede bobbiese fu scorporato da Genova ed unito alla diocesi di Piacenza, che contestualmente assunse il nome odierno.

## La regione ecclesiastica oggi

### Statistiche
Dati statistici secondo l'Annuario pontificio 2024:
- Superficie in km²: 25.115
- Abitanti: 4.399.824
- Parrocchie: 2.581
- Numero dei sacerdoti secolari: 1.702
- Numero dei sacerdoti regolari: 566
- Numero dei diaconi permanenti: 711

### Suddivisione
Questa regione ecclesiastica è composta da quindici diocesi raggruppate in tre province ecclesiastiche, secondo la seguente articolazione:
- Provincia ecclesiastica di Bologna:
  - Arcidiocesi di Bologna
  - Diocesi di Faenza-Modigliana
  - Arcidiocesi di Ferrara-Comacchio
  - Diocesi di Imola
- Provincia ecclesiastica di Modena-Nonantola:
  - Arcidiocesi di Modena-Nonantola
  - Diocesi di Carpi
  - Diocesi di Fidenza
  - Diocesi di Parma
  - Diocesi di Piacenza-Bobbio
  - Diocesi di Reggio Emilia-Guastalla
- Provincia ecclesiastica di Ravenna-Cervia:
  - Arcidiocesi di Ravenna-Cervia
  - Diocesi di Cesena-Sarsina
  - Diocesi di Forlì-Bertinoro
  - Diocesi di Rimini
  - Diocesi di San Marino-Montefeltro

## Conferenza episcopale dell'Emilia-Romagna
- Presidente: Giacomo Morandi, arcivescovo-vescovo di Reggio Emilia-Guastalla
- Vicepresidente: Adriano Cevolotto, vescovo di Piacenza-Bobbio
- Segretario: Giovanni Mosciatti, vescovo di Imola

### Vescovi delegati
La regione ecclesiastica ha preposto a tutti i seguenti ambiti di vita pastorale uno dei vescovi della regione stessa, in modo che la divisione delle competenze si trasformi in una maggiore cura e attenzione pastorale:
- Clero, diaconato permanente, Seminari e vita consacrata: Adriano Cevolotto (Piacenza-Bobbio)
- Cooperazione missionaria tra le Chiese: Livio Corazza (Forlì-Bertinoro)
- Tutela dei minori: Lorenzo Ghizzoni (Ravenna-Cervia)
- Catechesi: Giacomo Morandi (Reggio Emilia-Guastalla)
- Cultura; comunicazioni sociali; tempo libero, turismo e sport: Giovanni Mosciatti (Imola)
- Sovvenire; ecumenismo e dialogo interreligioso; migrazioni: Gian Carlo Perego (Ferrara-Comacchio)
- Pastorale della salute e carità: Douglas Regattieri (Cesena-Sarsina)
- Famiglia e vita: Enrico Solmi (Parma)
- Pastorale per i problemi sociali e lavoro: Mario Toso (Faenza-Modigliana)
- Laicato, pastorale giovanile e vocazioni: Andrea Turazzi (emerito San Marino-Montefeltro)
- Liturgia; beni culturali e l'edilizia di culto: Ovidio Vezzoli (Fidenza)

## Diocesi soppresse dell'Emilia-Romagna
- Diocesi di Brescello
- Diocesi di Claterna
- Diocesi di Forlimpopoli (sede trasferita a Bertinoro)
- Diocesi di Voghenza (sede trasferita a Ferrara)